# Élections législatives de 1889 dans la Somme
Les élections législatives françaises de 1889 se déroulent les 22 septembre et 6 octobre 1889. Dans le département de la Somme, huit députés sont à élire dans le cadre de huit circonscriptions.

## Contexte

### Députés sortants
| Liste         | N° | Nom                                   |  | Parti       | Groupe            |
| ------------- | -- | ------------------------------------- |  | ----------- | ----------------- |
| Conservatrice | 1  | Marie Alexandre Raoul Blin de Bourdon |  | Monarchiste | Union des droites |
| Conservatrice | 2  | Charles de Dompierre d'Hornoy         |  | Monarchiste | Union des droites |
| Conservatrice | 3  | Charles Descaure                      |  | Monarchiste | Union des droites |
| Conservatrice | 4  | Louis Briet de Rainvilliers           |  | Monarchiste | Union des droites |
| Conservatrice | 5  | Marie Reimbold d'Estourmel            |  | Monarchiste | Union des droites |
| Conservatrice | 7  | Jean-Baptiste Alexandre Montaudon     |  | Monarchiste | Union des droites |
| Républicaine  | 1  | René Goblet                           |  | Radical     | Gauche radicale   |
| Républicaine  | 2  | Gustave-Louis Jametel                 |  | Républicain | Union des gauches |

## Résultats au niveau départemental
| Parti    | Parti                                         | Premier tour | Premier tour | Sièges |
| Parti    | Parti                                         | Voix         | %            | Sièges |
| -------- | --------------------------------------------- | ------------ | ------------ | ------ |
|          | Républicains opportunistes                    | 45 927       | 34,58        | 2      |
|          | Conservateurs (Monarchistes - Réactionnaires) | 42 852       | 32,26        | 4      |
|          | Boulangistes                                  | 24 157       | 18,20        | 1      |
|          | Républicains radicaux                         | 19 815       | 14,17        | 1      |
|          |                                               |              |              |        |
| Exprimés | Exprimés                                      | 132 811      |              | 8      |

## Résultats par arrondissement

### Arrondissement d'Abbeville

#### 1recirconscription
Député sortant : Nouvelle circonscription
| Candidat | Candidat          | Parti       | Premier tour | Premier tour |
| Candidat | Candidat          | Parti       | Voix         | %            |
| -------- | ----------------- | ----------- | ------------ | ------------ |
|          | Alfred François   | Républicain | 8 766        | 56,23        |
|          | Jacques Millevoye | Boulangiste | 6 823        | 43,77        |
|          |                   |             |              |              |
| Exprimés | Exprimés          | Exprimés    | 15 589       |              |

Député élu : Alfred François (Républicain)

#### 2ecirconscription
Député sortant : Nouvelle circonscription
| Candidat | Candidat                      | Parti       | Premier tour | Premier tour |
| Candidat | Candidat                      | Parti       | Voix         | %            |
| -------- | ----------------------------- | ----------- | ------------ | ------------ |
|          | Gaston de Douville-Maillefeu  | Rad-soc.    | 8 311        | 50,04        |
|          | Louis Briet de Rainvilliers * | Monarchiste | 8 298        | 49,96        |
|          |                               |             |              |              |
| Exprimés | Exprimés                      | Exprimés    | 16 609       |              |

Député élu : Gaston de Douville-Maillefeu (Radical-socialiste)

### Arrondissement d'Amiens

#### 1recirconscription
Député sortant : Nouvelle circonscription
| Candidat | Candidat         | Parti       | Premier tour | Premier tour |
| Candidat | Candidat         | Parti       | Voix         | %            |
| -------- | ---------------- | ----------- | ------------ | ------------ |
|          | Lucien Millevoye | Boulangiste | 12 520       | 51,99        |
|          | René Goblet *    | Radical     | 11 564       | 48,01        |
|          |                  |             |              |              |
| Exprimés | Exprimés         | Exprimés    | 24 084       |              |

Député élu : Lucien Millevoye (Boulangiste)

#### 2ecirconscription
Député sortant : Nouvelle circonscription
| Candidat | Candidat                        | Parti       | Premier tour | Premier tour |
| Candidat | Candidat                        | Parti       | Voix         | %            |
| -------- | ------------------------------- | ----------- | ------------ | ------------ |
|          | Charles de Dompierre d'Hornoy * | Monarchiste | 12 543       | 54,06        |
|          | Fernand Lévecque                | Républicain | 10 658       | 45,94        |
|          |                                 |             |              |              |
| Exprimés | Exprimés                        | Exprimés    | 23 201       |              |

Député élu : Charles de Dompierre d'Hornoy (Monarchiste)

### Arrondissement de Doullens
Député sortant : Nouvelle circonscription
| Candidat | Candidat                                | Parti       | Premier tour | Premier tour |
| Candidat | Candidat                                | Parti       | Voix         | %            |
| -------- | --------------------------------------- | ----------- | ------------ | ------------ |
|          | Marie Alexandre Raoul Blin de Bourdon * | Monarchiste | 6 923        | 51,92        |
|          | Octave Dusevel                          | Républicain | 6 411        | 48,08        |
|          |                                         |             |              |              |
| Exprimés | Exprimés                                | Exprimés    | 13 334       |              |

Député élu : Marie Alexandre Raoul Blin de Bourdon (Monarchiste)

### Arrondissement de Montdidier
Député sortant : Nouvelle circonscription
| Candidat | Candidat                | Parti       | Premier tour | Premier tour |
| Candidat | Candidat                | Parti       | Voix         | %            |
| -------- | ----------------------- | ----------- | ------------ | ------------ |
|          | Charles Descaure *      | Monarchiste | 8 499        | 51,07        |
|          | Gustave-Louis Jametel * | Républicain | 8 142        | 48,93        |
|          |                         |             |              |              |
| Exprimés | Exprimés                | Exprimés    | 16 641       |              |

Député élu : Charles Descaure (Monarchiste)

### Arrondissement d'Abbeville

#### 1recirconscription
Député sortant : Nouvelle circonscription
| Candidat | Candidat       | Parti       | Premier tour | Premier tour |
| Candidat | Candidat       | Parti       | Voix         | %            |
| -------- | -------------- | ----------- | ------------ | ------------ |
|          | Gontran Gonnet | Républicain | 5 813        | 54,70        |
|          | M. Sigur       | Boulangiste | 4 814        | 45,30        |
|          |                |             |              |              |
| Exprimés | Exprimés       | Exprimés    | 10 627       |              |

Député élu : Gontran Gonnet (Républicain)

#### 2ecirconscription
Député sortant : Nouvelle circonscription
| Candidat | Candidat                     | Parti       | Premier tour | Premier tour |
| Candidat | Candidat                     | Parti       | Voix         | %            |
| -------- | ---------------------------- | ----------- | ------------ | ------------ |
|          | Marie Reimbold d'Estourmel * | Monarchiste | 6 589        | 51,78        |
|          | Eugène François              | Républicain | 6 137        | 48,22        |
|          |                              |             |              |              |
| Exprimés | Exprimés                     | Exprimés    | 12 726       |              |

Député élu : Marie Reimbold d'Estourmel (Monarchiste)

### Élus
|   | Circonscription | Nom                                   |  | Parti       | Groupe                         |
| - | --------------- | ------------------------------------- |  | ----------- | ------------------------------ |
| 1 | 1re d'Abbeville | Alfred François                       |  | Républicain | Union des gauches              |
| 2 | 2e d'Abbeville  | Gaston de Douville-Maillefeu          |  | Rad-soc.    | Républicain radical-socialiste |
| 3 | 1re d'Amiens    | Lucien Millevoye                      |  | Boulangiste | Républicains nationalistes     |
| 4 | 2e d'Amiens     | Charles de Dompierre d'Hornoy         |  | Monarchiste | Union des droites              |
| 5 | Doullens        | Marie Alexandre Raoul Blin de Bourdon |  | Monarchiste | Union des droites              |
| 6 | Montdidier      | Charles Descaure                      |  | Monarchiste | Union des droites              |
| 7 | 1re de Péronne  | Gontran Gonnet                        |  | Républicain | Union des gauches              |
| 8 | 2e de Péronne   | Marie Reimbold d'Estourmel            |  | Monarchiste | Union des droites              |